# Список послів Сербії
- Азербайджан: Небойша Родич (Nebojša Rodić);
- Албанія: Миролюб Зарич (Miroljub Zarić);
- Алжир: Горан Драго (Goran Drago);
- Ангола: Драган Маркович (Dragan Marković);
- Аргентина: Єла Бацович (Jela Bacovic);
- Австралія: Миролюб Петрович (Miroljub Petrovic);
- Австрія: Перо Янкович (Pero Jankovic);
- Білорусь: Велько Ковачевич (Veljko Kovacevic);
- Бельгія: Марина Йовичевич (Marina Jovićević);
- Боснія і Герцеговина: Станимир Вукичевич[en] (Stanimir Vukicevic);
- Бразилія: Велько Лазич (Veljko Lazic);
- Болгарія: Владимир Цургус (Vladimir Curgus);
- Канада: Михайло Папазоглу (Mihailo Papazoglu);
- КНР: Милан Бачевич (Milan Bacevic);
- ДР Конго: Радомир Живкович (Radomir Zivkovic);
- Хорватія: Мира Николич (Mira Nikolic);
- Куба: Данило Пантович (Danilo Pantovic);
- Кіпр: Драган Зуровац (Dragan Zurovac);
- Чехія: Вера Маврич (Vera Mavric);
- Данія: Драгана Іванович (Dragana Ivanovic);
- Єгипет: Драган Бисенич (Dragan Bisenić);
- Ефіопія: Драган Мраович (Dragan Mraovic);
- Фінляндія: Саша Обрадович (Sasa Obradovic);
- Франція: Райко Ристич (Rajko Ristic);
- Німеччина: Снежана Янкович (Snežana Janković);
- Греція: Душан Спасоєвич (Dušan Spasojević);
- Угорщина: Раде Дробац (Rade Drobac);
- Індія: Владимир Марич (Vladimir Maric);
- Індонезія: Слободан Маринкович (Slobodan Marinković);
- Іран: Бранко Маркович (Branko Marković);
- Ірак: Деян Перишич (Dejan Perišić);
- Ізраїль: Милутин Станоєвич (Milutin Stanojevic);
- Італія: Татьяна Гарчевич (Tatjana Garčević);
- Японія: Ненад Глишич (Nenad Glisic);
- Казахстан: Любиша Чолич (Ljubiša Čolić);
- Кенія: Ірина Зарин (Irina Zarin);
- Північна Корея: Зоран Казазович (Zoran Kazazovic);
- Кувейт: Владимир Когут (Vladimir Kohut);
- Ліван: Емір Елфич (Emir Elfic);
- Лівія: Олівер Потежиця (Oliver Potežica);
- Північна Македонія: Душанка Див'як-Томич (Dusanka Divjak-Tomic);
- Мексика: Горан Месич (Goran Mesic);
- Чорногорія: Зоран Бінгулац (Zoran Bingulac);
- Марокко: Сладьяна Прица-Тавціковська (Sladjana Prica-Tavcikovska);
- М'янма: Міодраг Николин (Miodrag Nikolin);
- Нідерланди: Петар Вицо (Petar Vico);
- Нігерія: Мирко Манойлович (Mirko Manojlović);
- Норвегія: Сузана Бошкович-Проданович (Suzana Boskovic-Prodanovic);
- Польща: Никола Зуровац (Nikola Zurovac);
- Португалія: Олівер Антич (Oliver Antić);
- Катар: Ясминко Поздерац (Jasminko Pozderac);
- Румунія: Бранко Бранкович (Branko Brankovic);
- Росія: Славенко Терзич (Slavenko Terzić);
- Саудівська Аравія: Милош Мароєвич (Miloš Marojević);
- Словаччина: Сані Дермаку (Sani Dermaku);
- Словенія: Александар Радованович (Aleksandar Radovanović);
- ПАР: Божин Николич (Bozin Nikolic);
- Іспанія: Данко Прокич (Danko Prokić);
- Швеція: Драган Момчилович (Dragan Momčilović);
- Швейцарія: Берислав Векич (Berislav Vekić);
- Сирія: Милан Віятович (Milan Vijatović);
- Туніс: Никола Лукич (Nikola Lukić);
- Туреччина: Данило Вучетич (Danilo Vucetic);
- Україна: Раде Булатович (Rade Bulatovic);
- ОАЕ: Милош Перишич (Milos Perisic);
- Велика Британія: Огнєн Прибичевич (Ognjen Pribicevic);
- США Владимир Марич (Vladimir Maric);
- Ватикан: Мирко Єлич (Mirko Jelic);
- Замбія: Владимир Одавич (Vladimir Odavic).